# Arysta
Arysta, właściwie Anastazja Kuzniecowa, ros. Анастасия Кузнецова, znana również jako Remedios (ur. 30 stycznia 1985) – rosyjska muzyk, kompozytorka, wokalistka, pianistka i autorka tekstów. W latach 2002–2009 występowała w rosyjskiej formacji gothic-doom metalowej The Sundial, w której pełniła funkcję keyboardzistki i wokalistki. Wraz z zespołem nagrała dwa albumy studyjne: wydany w 2006 Heart of the Sun oraz Transition z 2008 roku.
W 2010 roku nawiązała współpracę z producentami muzycznymi Szymonem Czechem oraz Marcinem Kiełbaszewskim. Efektem był wydany w 2011 roku album zatytułowany The 5 Ocean. W nagraniach debiutanckiego albumu Kuzniecowej uczestniczył także perkusista Dariusz „Daray” Brzozowski znany z występów w grupach Dimmu Borgir i Vader. Na wydawnictwie znalazł się m.in. utwór „Tak Blizki” zadedykowanym ofiarom Katastrofy polskiego Tu-154 w Smoleńsku. Do kompozycji został zrealizowany także teledysk.

## Dyskografia
- The Sundial – Heart of the Sun (2006, Magik Art Entertainment)
- The Sundial – Transition (2008, Endless Desperation)
- Arysta – The 5 Ocean (2011, Arysta Cinema)